# Europese kampioenschappen beachvolleybal 2025 (mannen)
Het mannentoernooi van de Europese kampioenschappen beachvolleybal 2025 in Düsseldorf vond plaats van 30 juli tot en met 3 augustus. De Noren Anders Mol en Christian Sørum wonnen voor de vijfde keer de Europese titel door het Zweedse tweetal David Åhman en Jonatan Hellvig in drie sets te verslaan. Het brons ging naar de Nederlanders Alexander Brouwer en Steven van de Velde die in de troostfinale in drie sets te sterk waren voor hun landgenoten Stefan Boermans en Yorick de Groot.

## Groepsfase
|  | Direct naar laatste 16 |
|  | Naar tussenronde       |

### Groep A
| # | Ploeg                   | Punten | Wedstrijden | Wedstrijden | Sets | Sets | Sets  | Spelpunten | Spelpunten | Spelpunten |
| # | Ploeg                   | Punten | W           | V           | W    | V    | Ratio | W          | V          | Ratio      |
| - | ----------------------- | ------ | ----------- | ----------- | ---- | ---- | ----- | ---------- | ---------- | ---------- |
| 1 | Mol / Sørum             | 4      | 2           | 0           | 4    | 0    | MAX   | 84         | 58         | 1,448      |
| 2 | Sagstetter / Sagstetter | 3      | 1           | 1           | 2    | 2    | 1,000 | 74         | 84         | 0,881      |
| 3 | Pedrosa / Campos        | 3      | 1           | 1           | 2    | 3    | 0,667 | 97         | 93         | 1,043      |
| 4 | Bedrītis / Rinkevics    | 2      | 0           | 2           | 1    | 4    | 0,250 | 77         | 97         | 0,794      |

| Datum   |                      | Score |                         | Set 1   | Set 2   | Set 3   |
| ------- | -------------------- | ----- | ----------------------- | ------- | ------- | ------- |
| 30 juli | Mol / Sørum          | 2 – 0 | Bedrītis / Rinkevics    | 21 – 12 | 21 – 19 |         |
| 30 juli | Pedrosa / Campos     | 0 – 2 | Sagstetter / Sagstetter | 24 – 26 | 18 – 21 |         |
| 31 juli | Mol / Sørum          | 2 – 0 | Sagstetter / Sagstetter | 21 – 17 | 21 – 10 |         |
| 31 juli | Bedrītis / Rinkevics | 1 – 2 | Pedrosa / Campos        | 14 – 21 | 21 – 19 | 11 – 15 |

### Groep B
| # | Ploeg                  | Punten | Wedstrijden | Wedstrijden | Sets | Sets | Sets  | Spelpunten | Spelpunten | Spelpunten |
| # | Ploeg                  | Punten | W           | V           | W    | V    | Ratio | W          | V          | Ratio      |
| - | ---------------------- | ------ | ----------- | ----------- | ---- | ---- | ----- | ---------- | ---------- | ---------- |
| 1 | Åhman / Hellvig        | 4      | 2           | 0           | 4    | 0    | MAX   | 84         | 57         | 1,474      |
| 2 | Brouwer / Van de Velde | 3      | 1           | 1           | 2    | 2    | 1,000 | 70         | 71         | 0,986      |
| 3 | Bassereau / Aye        | 3      | 1           | 1           | 2    | 2    | 1,000 | 71         | 78         | 0,910      |
| 4 | Cottafava / Ranghieri  | 2      | 0           | 2           | 0    | 4    | 0,000 | 65         | 84         | 0,774      |

| Datum   |                       | Score |                        | Set 1   | Set 2   | Set 3 |
| ------- | --------------------- | ----- | ---------------------- | ------- | ------- | ----- |
| 30 juli | Åhman / Hellvig       | 2 – 0 | Cottafava / Ranghieri  | 21 – 16 | 21 – 13 |       |
| 30 juli | Bassereau / Aye       | 0 – 2 | Brouwer / Van de Velde | 13 – 21 | 16 – 21 |       |
| 31 juli | Åhman / Hellvig       | 2 – 0 | Brouwer / Van de Velde | 21 – 14 | 21 – 14 |       |
| 31 juli | Cottafava / Ranghieri | 0 – 2 | Bassereau / Aye        | 18 – 21 | 18 – 21 |       |

### Groep C
| # | Ploeg                | Punten | Wedstrijden | Wedstrijden | Sets | Sets | Sets  | Spelpunten | Spelpunten | Spelpunten |
| # | Ploeg                | Punten | W           | V           | W    | V    | Ratio | W          | V          | Ratio      |
| - | -------------------- | ------ | ----------- | ----------- | ---- | ---- | ----- | ---------- | ---------- | ---------- |
| 1 | Rotar / Gauthier-Rat | 4      | 2           | 0           | 4    | 1    | 4,000 | 103        | 94         | 1,096      |
| 2 | Pļaviņš / Fokerots   | 3      | 1           | 1           | 3    | 2    | 1,500 | 93         | 98         | 0,949      |
| 3 | Šépka / Sedlák       | 3      | 1           | 1           | 2    | 2    | 1,000 | 74         | 75         | 0,987      |
| 4 | Just / Huster        | 2      | 0           | 2           | 0    | 4    | 0,000 | 76         | 89         | 0,854      |

| Datum   |                      | Score |                      | Set 1   | Set 2   | Set 3   |
| ------- | -------------------- | ----- | -------------------- | ------- | ------- | ------- |
| 30 juli | Pļaviņš / Fokerots   | 2 – 0 | Šépka / Sedlák       | 21 – 17 | 21 – 15 |         |
| 30 juli | Rotar / Gauthier-Rat | 2 – 0 | Just / Huster        | 22 – 20 | 25 – 23 |         |
| 31 juli | Pļaviņš / Fokerots   | 1 – 2 | Rotar / Gauthier-Rat | 19 – 21 | 22 – 20 | 10 – 15 |
| 31 juli | Šépka / Sedlák       | 2 – 0 | Just / Huster        | 21 – 19 | 21 – 14 |         |

### Groep D
| # | Ploeg             | Punten | Wedstrijden | Wedstrijden | Sets | Sets | Sets  | Spelpunten | Spelpunten | Spelpunten |
| # | Ploeg             | Punten | W           | V           | W    | V    | Ratio | W          | V          | Ratio      |
| - | ----------------- | ------ | ----------- | ----------- | ---- | ---- | ----- | ---------- | ---------- | ---------- |
| 1 | Heidrich / Jordan | 4      | 2           | 0           | 4    | 1    | 4,000 | 101        | 85         | 1,188      |
| 2 | Immers / Penninga | 3      | 1           | 1           | 2    | 2    | 1,000 | 74         | 80         | 0,925      |
| 3 | Mol / Berntsen    | 3      | 1           | 1           | 3    | 2    | 1,500 | 97         | 99         | 0,980      |
| 4 | Popov / Reznik    | 2      | 0           | 2           | 0    | 4    | 0,000 | 78         | 86         | 0,907      |

| Datum   |                   | Score |                   | Set 1   | Set 2   | Set 3   |
| ------- | ----------------- | ----- | ----------------- | ------- | ------- | ------- |
| 30 juli | Mol / Berntsen    | 1 – 2 | Heidrich / Jordan | 22 – 20 | 15 – 21 | 16 – 18 |
| 30 juli | Immers / Penninga | 2 – 0 | Popov / Reznik    | 21 – 19 | 21 – 19 |         |
| 31 juli | Heidrich / Jordan | 2 – 0 | Immers / Penninga | 21 – 16 | 21 – 16 |         |
| 31 juli | Mol / Berntsen    | 2 – 0 | Popov / Reznik    | 22 – 20 | 22 – 20 |         |

### Groep E
| # | Ploeg               | Punten | Wedstrijden | Wedstrijden | Sets | Sets | Sets  | Spelpunten | Spelpunten | Spelpunten |
| # | Ploeg               | Punten | W           | V           | W    | V    | Ratio | W          | V          | Ratio      |
| - | ------------------- | ------ | ----------- | ----------- | ---- | ---- | ----- | ---------- | ---------- | ---------- |
| 1 | Perušič / Schweiner | 4      | 2           | 0           | 4    | 0    | MAX   | 84         | 54         | 1,556      |
| 2 | Dressler / Waller   | 3      | 1           | 1           | 2    | 3    | 0,667 | 79         | 88         | 0,898      |
| 3 | Krattiger / Dillier | 3      | 1           | 1           | 3    | 2    | 1,500 | 88         | 74         | 1,189      |
| 4 | Lorenz / Rietschel  | 2      | 0           | 2           | 0    | 4    | 0,000 | 49         | 84         | 0,583      |

| Datum   |                     | Score |                     | Set 1   | Set 2   | Set 3  |
| ------- | ------------------- | ----- | ------------------- | ------- | ------- | ------ |
| 30 juli | Perušič / Schweiner | 2 – 0 | Lorenz / Rietschel  | 21 – 11 | 21 – 14 |        |
| 30 juli | Dressler / Waller   | 2 – 1 | Krattiger / Dillier | 21 – 18 | 14 – 21 | 15 – 7 |
| 31 juli | Perušič / Schweiner | 2 – 0 | Dressler / Waller   | 21 – 13 | 21 – 16 |        |
| 31 juli | Lorenz / Rietschel  | 0 – 2 | Krattiger / Dillier | 13 – 21 | 11 – 21 |        |

### Groep F
| # | Ploeg               | Punten | Wedstrijden | Wedstrijden | Sets | Sets | Sets  | Spelpunten | Spelpunten | Spelpunten |
| # | Ploeg               | Punten | W           | V           | W    | V    | Ratio | W          | V          | Ratio      |
| - | ------------------- | ------ | ----------- | ----------- | ---- | ---- | ----- | ---------- | ---------- | ---------- |
| 1 | Boermans / De Groot | 4      | 2           | 0           | 4    | 0    | MAX   | 84         | 51         | 1,647      |
| 2 | Bello / Bello       | 3      | 1           | 1           | 2    | 2    | 1,000 | 71         | 80         | 0,888      |
| 3 | Ehlers / Wickler    | 3      | 1           | 1           | 2    | 2    | 1,000 | 83         | 77         | 1,078      |
| 4 | Haussener / Friedli | 2      | 0           | 2           | 0    | 4    | 0,000 | 57         | 87         | 0,655      |

| Datum   |                     | Score |                     | Set 1   | Set 2   | Set 3 |
| ------- | ------------------- | ----- | ------------------- | ------- | ------- | ----- |
| 30 juli | Bello / Bello       | 2 – 0 | Ehlers / Wickler    | 21 – 19 | 21 – 19 |       |
| 30 juli | Boermans / De Groot | 2 – 0 | Haussener / Friedli | 21 – 12 | 21 – 10 |       |
| 31 juli | Bello / Bello       | 0 – 2 | Boermans / De Groot | 15 – 21 | 14 – 21 |       |
| 31 juli | Ehlers / Wickler    | 2 – 0 | Haussener / Friedli | 24 – 22 | 21 – 13 |       |

### Groep G
| # | Ploeg                       | Punten | Wedstrijden | Wedstrijden | Sets | Sets | Sets  | Spelpunten | Spelpunten | Spelpunten |
| # | Ploeg                       | Punten | W           | V           | W    | V    | Ratio | W          | V          | Ratio      |
| - | --------------------------- | ------ | ----------- | ----------- | ---- | ---- | ----- | ---------- | ---------- | ---------- |
| 1 | Hölting Nilsson / Andersson | 4      | 2           | 0           | 4    | 2    | 2,000 | 113        | 103        | 1,097      |
| 2 | Elazar / Cuzmiciov          | 3      | 1           | 1           | 3    | 3    | 1,000 | 110        | 114        | 0,965      |
| 3 | Bryl / Łosiak               | 3      | 1           | 1           | 3    | 3    | 1,000 | 112        | 106        | 1,057      |
| 4 | Pfretzschner / Winter       | 2      | 0           | 2           | 2    | 4    | 0,500 | 99         | 111        | 0,892      |

| Datum   |                             | Score |                             | Set 1   | Set 2   | Set 3   |
| ------- | --------------------------- | ----- | --------------------------- | ------- | ------- | ------- |
| 30 juli | Bryl / Łosiak               | 1 – 2 | Elazar / Cuzmiciov          | 21 – 23 | 21 – 15 | 12 – 15 |
| 30 juli | Hölting Nilsson / Andersson | 2 – 1 | Pfretzschner / Winter       | 21 – 17 | 17 – 21 | 15 – 8  |
| 31 juli | Elazar / Cuzmiciov          | 1 – 2 | Hölting Nilsson / Andersson | 21 – 23 | 24 – 22 | 12 – 15 |
| 31 juli | Bryl / Łosiak               | 2 – 1 | Pfretzschner / Winter       | 18 – 21 | 25 – 23 | 15 – 9  |

### Groep H
| # | Ploeg                 | Punten | Wedstrijden | Wedstrijden | Sets | Sets | Sets  | Spelpunten | Spelpunten | Spelpunten |
| # | Ploeg                 | Punten | W           | V           | W    | V    | Ratio | W          | V          | Ratio      |
| - | --------------------- | ------ | ----------- | ----------- | ---- | ---- | ----- | ---------- | ---------- | ---------- |
| 1 | Hammarberg / Berger   | 4      | 2           | 0           | 4    | 0    | MAX   | 91         | 70         | 1,300      |
| 2 | Henning / Wüst        | 3      | 1           | 1           | 2    | 3    | 0,667 | 104        | 109        | 0,954      |
| 3 | Dal Corso / Viscovich | 3      | 1           | 1           | 2    | 3    | 0,667 | 81         | 96         | 0,844      |
| 4 | Gavira / Huerta       | 2      | 0           | 2           | 2    | 4    | 0,500 | 114        | 115        | 0,991      |

| Datum   |                     | Score |                       | Set 1   | Set 2   | Set 3   |
| ------- | ------------------- | ----- | --------------------- | ------- | ------- | ------- |
| 30 juli | Henning / Wüst      | 2 – 1 | Gavira / Huerta       | 22 – 20 | 16 – 21 | 21 – 19 |
| 30 juli | Hammarberg / Berger | 2 – 0 | Dal Corso / Viscovich | 21 – 15 | 21 – 10 |         |
| 31 juli | Henning / Wüst      | 0 – 2 | Hammarberg / Berger   | 26 – 28 | 19 – 21 |         |
| 31 juli | Gavira / Huerta     | 1 – 2 | Dal Corso / Viscovich | 17 – 21 | 21 – 17 | 16 – 18 |

## Knockoutfase

### Tussenronde
| Datum   |                        | Score |                         | Set 1   | Set 2   | Set 3   |
| ------- | ---------------------- | ----- | ----------------------- | ------- | ------- | ------- |
| 31 juli | Mol / Berntsen         | 1 – 2 | Pļaviņš / Fokerots      | 22 – 20 | 19 – 21 | 9 – 15  |
| 31 juli | Bello / Bello          | 2 – 1 | Krattiger / Dillier     | 21 – 17 | 18 – 21 | 15 – 12 |
| 31 juli | Dal Corso / Viscovich  | 0 – 2 | Elazar / Cuzmiciov      | 19 – 21 | 17 – 21 |         |
| 31 juli | Brouwer / Van de Velde | 2 – 1 | Pedrosa / Campos        | 17 – 21 | 21 – 15 | 19 – 17 |
| 31 juli | Bassereau / Aye        | 0 – 2 | Sagstetter / Sagstetter | 14 – 21 | 24 – 26 |         |
| 31 juli | Henning / Wüst         | 2 – 1 | Bryl / Łosiak           | 21 – 17 | 15 – 21 | 15 – 9  |
| 31 juli | Ehlers / Wickler       | 2 – 0 | Dressler / Waller       | 21 – 17 | 21 – 17 |         |
| 31 juli | Immers / Penninga      | 2 – 0 | Šépka / Sedlák          | 21 – 19 | 21 – 18 |         |

### Eindronde
| Achtste finale | Achtste finale              | Achtste finale | Achtste finale | Achtste finale |  |    | Kwartfinale            | Kwartfinale          | Kwartfinale | Kwartfinale | Kwartfinale |  |  | Halve finale | Halve finale           | Halve finale | Halve finale | Halve finale |  |              | Finale                 | Finale              | Finale       | Finale       | Finale |
|                |                             |                |                |                |  |    |                        |                      |             |             |             |  |  |              |                        |              |              |              |  |              |                        |                     |              |              |        |
| 1              | Mol / Sørum                 | 22             | 20             | 15             |  |    |                        |                      |             |             |             |  |  |              |                        |              |              |              |  |              |                        |                     |              |              |        |
| 3              | Pļaviņš / Fokerots          | 20             | 22             | 9              |  |    | 1                      | Mol / Sørum          | 21          | 21          |             |  |  |              |                        |              |              |              |  |              |                        |                     |              |              |        |
| 9              | Hammarberg / Berger         | 21             | 17             | 15             |  | 9  | Hammarberg / Berger    | 17                   | 15          |             |             |  |  |              |                        |              |              |              |  |              |                        |                     |              |              |        |
| 6              | Bello / Bello               | 17             | 21             | 13             |  |    |                        |                      |             |             |             |  |  | 1            | Mol / Sørum            | 21           | 21           |              |  |              |                        |                     |              |              |        |
| 5              | Perušič / Schweiner         | 21             | 21             |                |  |    |                        |                      |             |             |             |  |  | 18           | Brouwer / Van de Velde | 17           | 11           |              |  |              |                        |                     |              |              |        |
| 26             | Elazar / Cuzmiciov          | 18             | 19             |                |  |    | 5                      | Perušič / Schweiner  | 20          | 17          |             |  |  |              |                        |              |              |              |  |              |                        |                     |              |              |        |
| 29             | Heidrich / Jordan           | 15             | 26             |                |  | 18 | Brouwer / Van de Velde | 22                   | 21          |             |             |  |  |              |                        |              |              |              |  |              |                        |                     |              |              |        |
| 18             | Brouwer / Van de Velde      | 21             | 28             |                |  |    |                        |                      |             |             |             |  |  |              |                        |              |              |              |  |              | 1                      | Mol / Sørum         | 17           | 21           | 15     |
| 14             | Rotar / Gauthier-Rat        | 21             | 21             |                |  |    |                        |                      |             |             |             |  |  |              |                        |              |              |              |  |              | 2                      | Åhman / Hellvig     | 21           | 16           | 11     |
| 17             | Sagstetter / Sagstetter     | 15             | 15             |                |  |    | 14                     | Rotar / Gauthier-Rat | 21          | 17          | 12          |  |  |              |                        |              |              |              |  |              |                        |                     |              |              |        |
| 11             | Boermans / De Groot         | 21             | 21             |                |  | 11 | Boermans / De Groot    | 13                   | 21          | 15          |             |  |  |              |                        |              |              |              |  |              |                        |                     |              |              |        |
| 8              | Henning / Wüst              | 19             | 11             |                |  |    |                        |                      |             |             |             |  |  | 11           | Boermans / De Groot    | 25           | 17           |              |  |              |                        |                     |              |              |        |
| 10             | Hölting Nilsson / Andersson | 13             | 21             | 17             |  |    |                        |                      |             |             |             |  |  | 2            | Åhman / Hellvig        | 27           | 21           |              |  |              |                        |                     |              |              |        |
| 27             | Ehlers / Wickler            | 21             | 18             | 19             |  |    | 27                     | Ehlers / Wickler     | 19          | 16          |             |  |  |              |                        |              |              |              |  | Troostfinale | Troostfinale           | Troostfinale        | Troostfinale | Troostfinale |        |
| 2              | Åhman / Hellvig             | 25             | 21             | 16             |  | 2  | Åhman / Hellvig        | 21                   | 21          |             |             |  |  |              |                        |              |              |              |  | 18           | Brouwer / Van de Velde | 11                  | 26           | 15           |        |
| 13             | Immers / Penninga           | 27             | 17             | 14             |  |    |                        |                      |             |             |             |  |  |              |                        |              |              |              |  |              | 11                     | Boermans / De Groot | 21           | 24           | 13     |